# JamVM
JamVM — свободная виртуальная машина Java (JVM), разработана с целью максимального уменьшения размера по сравнению с другими виртуальными машинами (VM) при соответствии 2-й версии спецификации виртуальной машины Java (blue book).
JamVM предназначен для использования библиотеки классов GNU Classpath; свежие версии поддерживают финализацию объектов, мягкие/слабые/фантомные ссылки, Java Native Interface (JNI) и Reflection API. Сборщик мусора может работать как синхронно, так и асинхронно в рамках своего потока.
Версия 2.0.0 поддерживает классы из OpenJDK 6, 7, 8, включая полную поддержку на уровне виртуальной машины JSR 292 (invokedynamic), лямбда выражения (JSR 335), аннотацию типов (JSR 308) и доступ к именам параметров метода через рефлексию.
JamVM поддерживает следующие CPU: AMD64, ARM, i80486, MIPS и PowerPC.